# Узмах
Узмах, укључујући предтакт, (енг. anacrusis, фр. anacrouse) је нотна вредност првог, непотпуног такта којим почиње нека композиција или њен одсек. По трајању, узмах је мањи од вредности јединице бројања у такту (њена половина, њена четвртина, или још мања нотна вредност), на пример:
За разлику од узмаха, предтакт је нотна вредност у првом, непотпуном такту неке композиције или њеног одсека, која је по трајању једнака јединици бројања у такту, или је већа од ње.